# Saab 90 Scandia
Il Saab 90 Scandia era un aereo di linea, bimotore e ad ala bassa, costruito in Svezia dalla Svenska Aeroplan Aktiebolaget (Aeroplani Svedesi società per azioni, Saab) tra il 1948 ed il 1954.

## Storia

### Sviluppo
Il progetto del Saab 90 nacque nel 1944 quando, pur essendo ancora in corso la seconda guerra mondiale, l'andamento delle vicende lasciava presagire la prossima conclusione del conflitto.

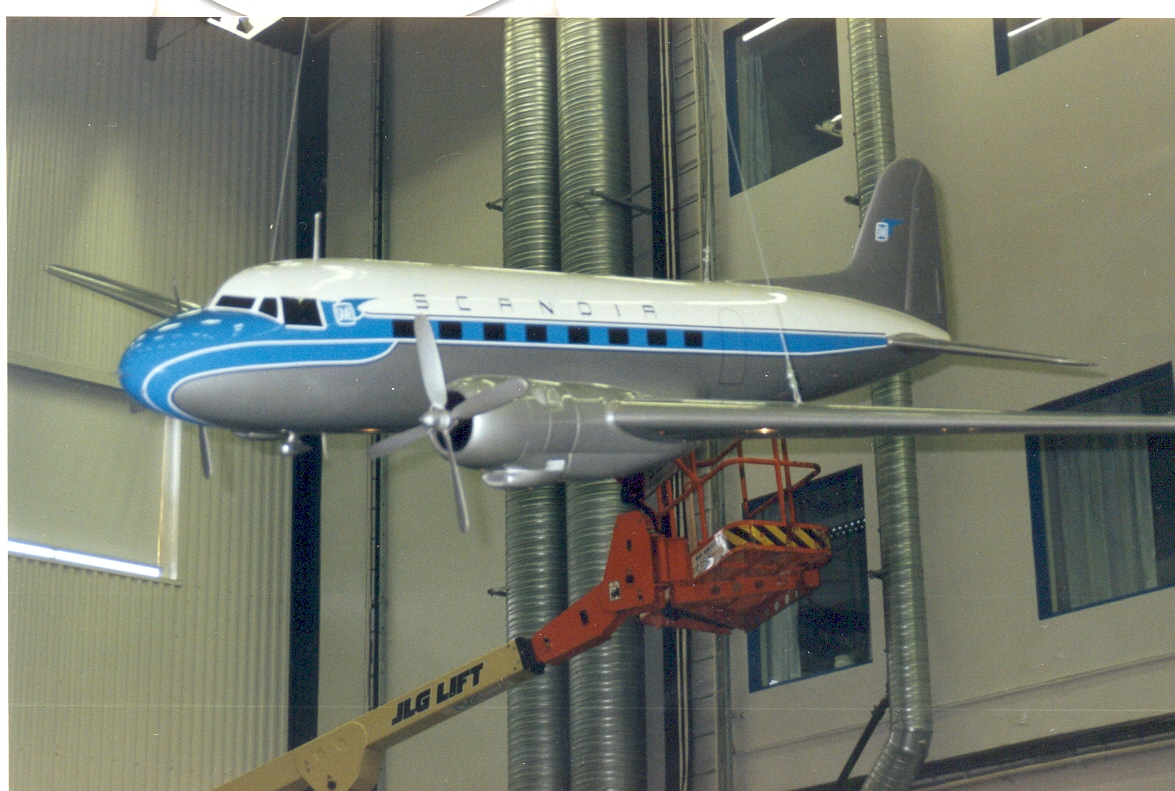
Il modello dello Scandia esposto al museo di Linköping.

I tecnici della Saab, fino ad allora concentrati sulla produzione di velivoli militari (malgrado la Svezia avesse mantenuto la propria neutralità), cercarono di precorrere i tempi dedicandosi al progetto di un aereo che potesse ambire a sostituire il DC-3, risalente ormai a circa 10 anni prima.
Il progetto prevedeva la realizzazione di un velivolo dalla struttura interamente metallica, motorizzato con una coppia di affidabili motori radiali (nello specifico vennero impiegati i Pratt & Whitney R-2180-E1 Twin Wasp), ad ala bassa e dotato di carrello d'atterraggio di tipo triciclo anteriore.
Lo sviluppo della macchina procedette senza grossi intoppi ed il prototipo venne portato in volo per la prima volta il 16 novembre 1946; terminati con successo i collaudi, questo primo esemplare venne impiegato per un tour promozionale che interessò diversi paesi europei.
Il successo di tale presentazione non fu, però, quello sperato: la disponibilità di velivoli da trasporto dismessi dalle forze armate (a prezzi relativamente più bassi) ed i tempi di consegna dilazionati (la Saab non poteva garantire consegne prima del 1948, a causa degli impegni contratti per la vendita di velivoli militari allora in produzione), ridussero la schiera dei compratori.
Il progetto originale venne sviluppato in una variante, identificata come Saab 90 B, che avrebbe dovuto avere la cabina pressurizzata; tale versione, tuttavia, non lasciò i tavoli da disegno.

### Impiego operativo

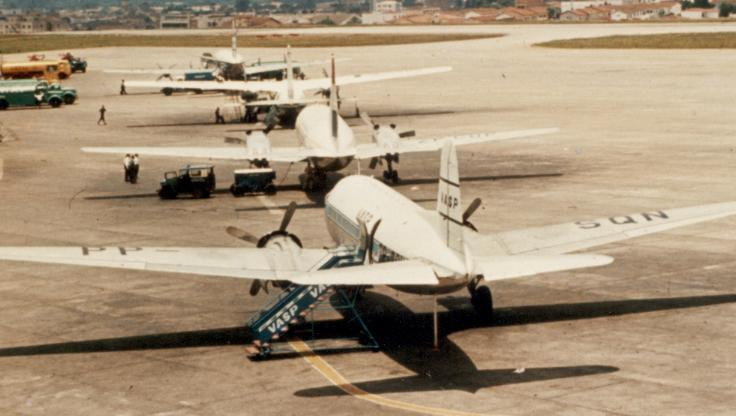
Uno Scandia (PP-SQN) presso l'aeroporto di San Paolo-Congonhas.

L'interesse per il velivolo si concretizzò in ordini solamente nel 1948, quando la compagnia svedese AB Aerotransport ne ordinò 10 esemplari; il successivo assorbimento di questa compagnia di trasporto nella SAS, provocò la riduzione dell'ordine a 6 unità. Gli esemplari rimanenti furono però acquistati dalla compagnia brasiliana Aerovias Brasil, a sua volta confluita in un secondo momento nella VASP.
Entrambe le compagnie destinarono prevalentemente il Saab 90 alle rotte interne; il velivolo diede prova di grande validità, tanto che sia la SAS che la VASP decisero di ordinarne nuovi esemplari. La compagnia scandinava si limitò a due nuove unità, mentre il vettore paulista richiese cinque nuovi velivoli. In quest'ultimo caso, poiché le linee di produzione della Saab non erano in grado di evadere l'ordine tempestivamente, quattro aerei vennero costruiti nei Paesi Bassi, dalla Fokker.

## Utilizzatori
Brasile
- VASP (Viação Aérea São Paulo)

   Scandinavia
- SAS

## Velivoli comparabili
Francia
- SNCASO SO-30 Bretagne

 Regno Unito
- Vickers VC.1 Viking

 Stati Uniti
- Douglas DC-3
- Martin 2-0-2

 Unione Sovietica
- Ilyushin Il-12